# The Asylum
The Asylum ist eine US-amerikanische Filmproduktions- und Filmverleihgesellschaft, die 1997 von David Michael Latt, David Rimawi und Sherri Strain gegründet wurde. Die Firma ist vor allem dafür bekannt, Low-Budget-Filme zu drehen, welche die Blockbuster der großen Filmstudios kopieren. Diese Filme werden auch als Mockbuster bezeichnet.

## Geschichte
The Asylum wurde 1997 von David Rimawi und Sherri Strain, zwei ehemaligen Village-Roadshow-Mitarbeitern, und dem Regisseur David Michael Latt gegründet. Die Firma konzentrierte sich darauf, Low-Budget-Filme zu drehen, die größtenteils im Horror- oder Action-Genre angesiedelt waren. 2005 produzierte The Asylum Krieg der Welten 3 – Wie alles begann, eine Low-Budget-Version von H. G. Wells’ Roman Der Krieg der Welten. Im selben Jahr erschien eine von Steven Spielberg produzierte Adaption desselben Stoffes. Blockbuster Inc. bestellte 100 000 Stück von The Asylums Version, was den Erfolg der früheren Filme der Firma bei weitem übertraf. Dies führte dazu, dass Latt und Rimawi ihr Geschäftsmodell überdachten und von nun an Filme produzierten, die an die Blockbuster der großen Studios angelehnt sind.
2008 drohte 20th Century Fox mit rechtlichen Schritten gegen den Film Der Tag an dem die Erde stillstand 2 – Angriff der Roboter wegen seiner Ähnlichkeiten mit Der Tag, an dem die Erde stillstand; in der Folge wurde jedoch von 20th Century Fox kein Verfahren angestrengt. Beginnend mit der Veröffentlichung von Mega Shark versus Giant Octopus aus dem Jahr 2009 produziert The Asylum Filme aus dem Genre des Tierhorror. 2010 entstand mit 6 Guns der bisher einzige Western.
2012 musste The Asylum wegen einer Klage der Universal Studios den Film American Battleship in American Warships umbenennen. Am 5. Oktober 2012 kam Hold your Breath in die amerikanischen Kinos und war somit The Asylums erster Kinofilm. In Deutschland lief der Film nicht im Kino, stattdessen wurde er am 4. Januar 2013 direkt auf DVD und Blu-ray veröffentlicht.
Für Dezember 2012 war die Veröffentlichung des Films Age of the Hobbits geplant. Diese wurde auf unbestimmte Zeit verschoben, da The Asylum von Warner Bros., Metro-Goldwyn-Mayer und Saul Zaentz wegen des Vorwurfs eines Plagiats des Peter-Jackson-Films Der Hobbit verklagt wurde. In Deutschland wurde der Film wie geplant unter dem Titel Lord of the Elves am 20. Dezember 2012 veröffentlicht.
Regisseure, die wiederholt für The Asylum Filme inszenierten oder produzierten, sind unter anderem Griff Furst, Shane Van Dyke, C. Thomas Howell, Nick Lyon und Christopher Ray.

## Filmografie (Auswahl)
| Jahr | Titel                                                                               | Regisseur                     | Vorbild (Jahr) |
| ---- | ----------------------------------------------------------------------------------- | ----------------------------- | --- |
| 1999 | Bellyfruit                                                                          | Kerri Green                   | |
| 2001 | Love Affairs – Nimm am besten was Du kriegst (Londinium)                            | Mike Binder                   | |
| 2002 | Scarecrow                                                                           | Emmanuel Itier                | |
| 2004 | Vampires vs. Zombies                                                                | Vince D’Amato                 | Freddy vs. Jason (2003) |
| 2004 | Death Valley: The Revenge of Bloody Bill                                            | Byron Werner                  | |
| 2005 | Krieg der Welten 3 – Wie alles begann (H. G. Wells’ War of the Worlds)              | David Michael Latt            | Krieg der Welten (2005) |
| 2005 | König einer vergessenen Welt (King of the Lost World)                               | Leigh Scott                   | King Kong (2005) |
| 2005 | Alien Abduction                                                                     | Eric Forsberg                 | |
| 2005 | Dead Man Walking                                                                    | Pete Mervis                   | |
| 2006 | Snakes on a Train                                                                   | The Mallachi Brothers         | Snakes on a Plane (2005) |
| 2006 | Dracula’s Curse                                                                     | Leigh Scott                   | |
| 2006 | 666: The Child                                                                      | Jack Perez                    | Das Omen (2006) |
| 2006 | Die letzten Tempelritter und der Schatz des Christentums (The DaVinci Treasure)     | Peter Mervis                  | The Da Vinci Code – Sakrileg (2006), Titel auch angelehnt an Der verlorene Schatz der Tempelritter (2006) und Das Vermächtnis der Tempelritter (2004) |
| 2006 | Halloween Night                                                                     | Mark Atkins                   | |
| 2006 | Pirates of Treasure Island                                                          | Leigh Scott                   | Pirates of the Caribbean – Fluch der Karibik 2 (2006)                                                                                                 |
| 2006 | Dragon – Die Drachentöter (Dragon)                                                  | Leigh Scott                   | Eragon – Das Vermächtnis der Drachenreiter (2006) |
| 2006 | The 9/11 Commission Report                                                          | Leigh Scott                   | Flug 93 (2006) und World Trade Center (2006) |
| 2006 | When a Killer Calls                                                                 | Peter Mervis                  | Unbekannter Anrufer (2006) |
| 2007 | Transmorphers                                                                       | Leigh Scott                   | Transformers (2007) |
| 2007 | 2012 Armageddon (The Apocalypse)                                                    | Justin Jones                  | |
| 2007 | Körperfresser 2 – Die Rückkehr (Invasion of the Pod People)                         | Justin Jones                  | Invasion (2007) |
| 2007 | 30.000 Meilen unter dem Meer (30,000 Leagues Under the Sea)                         | Gabriel Bologna               | |
| 2007 | I Am Omega                                                                          | Griff Furst                   | I Am Legend (2007), Titel vgl. auch Der Omega-Mann (1971)                                                                                             |
| 2007 | AVH: Alien vs. Hunter                                                               | Scott Harper                  | AVP: Alien vs. Predator (2004) |
| 2008 | Allan Quatermain and the Temple of Skulls                                           | Mark Atkins                   | Indiana Jones und das Königreich des Kristallschädels (2008), weitere Verfilmungen vgl. Allan Quatermain                                              |
| 2008 | 2012: Doomsday                                                                      | Nick Everhart                 | 2012 (2009) |
| 2008 | Death Racers                                                                        | Roy Knyrim                    | Death Race (2008) |
| 2008 | Die Reise zum Mittelpunkt der Erde 2 (Journey to the Center of the Earth)           | Scott Wheeler und David Jones | Die Reise zum Mittelpunkt der Erde (2008) |
| 2008 | Monster                                                                             | Eric Forsberg                 | Cloverfield (2008) |
| 2008 | Street Racer                                                                        | Teo Konuralp                  | The Fast and the Furious: Tokyo Drift (2006) |
| 2008 | Sunday School Musical                                                               | Rachel Lee Goldenberg         | High School Musical 3: Senior Year (2008) |
| 2008 | 100 Million BC                                                                      | Griff Furst                   | 10.000 B.C. (2008) |
| 2008 | Der Tag an dem die Erde stillstand 2 – Angriff der Roboter                          | C. Thomas Howell              | Der Tag, an dem die Erde stillstand (2008) |
| 2008 | Krieg der Welten 2 – Die nächste Angriffswelle (War of the Worlds 2: The Next Wave) | C. Thomas Howell              | Krieg der Welten |
| 2009 | The Land That Time Forgot                                                           | C. Thomas Howell              | Die fast vergessene Welt (2009) |
| 2009 | Supernova 2012 (2012: Supernova)                                                    | Anthony Fankhauser            | 2012 (2009) |
| 2009 | Mega Shark vs. Giant Octopus                                                        | Jack Perez                    | |
| 2009 | Sex Pot                                                                             | Eric Forsberg                 | |
| 2009 | 100 Feet                                                                            | Eric Red                      | |
| 2009 | Princess of Mars                                                                    | Mark Atkins                   | Avatar – Aufbruch nach Pandora (2009) (Titel vgl. auch John Carter – Zwischen zwei Welten)                                                            |
| 2009 | The Terminators                                                                     | Xavier Puslowski              | Terminator: Die Erlösung (2009) |
| 2009 | Transmorphers 3 – Der dunkle Mond (Transmorphers: Fall of Man)                      | Scott Wheeler                 | Transformers 3 (2011) |
| 2009 | Paranormal Investigations 3 – Tödliche Geister (Paranormal Entity)                  | Shane Van Dyke                | Paranormal Activity (2007) |
| 2010 | Titanic 2 – Die Rückkehr (Titanic II)                                               | Shane Van Dyke                | |
| 2010 | 2010: Moby Dick (Moby Dick)                                                         | Trey Stokes                   | |
| 2010 | 6 Guns                                                                              | Shane Van Dyke                | Jonah Hex (2010) |
| 2010 | Airline Disaster – Terroranschlag an Bord (Airline Disaster)                        | John Willis III               | |
| 2010 | Paranormal Investigations 2 – Gacy House                                            | Anthony Fankhauser            | Paranormal Activity 2 (2010) |
| 2010 | Mega Piranha                                                                        | Eric Forsberg                 | Piranha 3D (2010) |
| 2010 | Sir Arthur Conan Doyle’s Sherlock Holmes                                            | Rachel Lee Goldenberg         | Sherlock Holmes (2009) |
| 2010 | MILF – Je reifer die Frucht, desto süßer der Saft                                   | Scott Wheeler                 | |
| 2010 | Mega Shark vs. Crocosaurus                                                          | Christopher Ray               | |
| 2011 | Thor – Der Allmächtige (Almighty Thor)                                              | Christopher Ray               | Thor (2011) |
| 2011 | Der Exorzismus der Anneliese M. – Der Film (Anneliese: The Exorcist Tapes)          | Jude Gerard Prest             | Paranormal Activity 3 (2011), Titel vgl. auch Der Exorzismus von Emily Rose (2005)                                                                    |
| 2011 | A Haunting in Salem                                                                 | Shane Van Dyke                | |
| 2011 | Born Bad                                                                            | Jared Cohn                    | |
| 2011 | Battle of Los Angeles                                                               | Mark Atkins                   | World Invasion: Battle Los Angeles (2011) |
| 2011 | 200 MPH                                                                             | Cole S. McKay                 | Fast & Furious Five (2011) |
| 2011 | 11/11/11 – Das Omen kehrt zurück (11/11/11)                                         | Keith Allen Wilber            | 11-11-11 – Das Tor zur Hölle (2011) |
| 2011 | The Amityville Haunting                                                             | Geoff Meed                    | Amityville Horror |
| 2011 | Dragon Crusaders – Im Reich der Kreuzritter und Drachen                             | Mark Atkins                   | |
| 2011 | Zombie Apocalypse                                                                   | Nick Lyon                     | |
| 2011 | Mega Python vs. Gatoroid                                                            | Mary Lambert                  | |
| 2011 | Die Prinzessin und das Pony (Princess and the Pony)                                 | Rachel Lee Goldenberg         | |
| 2012 | 2-Headed Shark Attack                                                               | Christopher Ray               | |
| 2012 | Bigfoot – Die Legende lebt!                                                         | Bruce Davison                 | |
| 2012 | Flight 23 – Air Crash (Air Collision)                                               | Liz Adams                     | |
| 2012 | Grimm’s Snow White                                                                  | Rachel Lee Goldenberg         | Spieglein Spieglein – Die wirklich wahre Geschichte von Schneewittchen & Snow White and the Huntsman (2012)                                           |
| 2012 | Abraham Lincoln vs. Zombies                                                         | Richard Schenkman             | Abraham Lincoln Vampirjäger (2012) |
| 2012 | Alien Predator – Die Wiege der Schöpfung (Alien Origin)                             | Mark Atkins                   | Prometheus – Dunkle Zeichen (2012), Titel vgl. auch Alien vs. Predator (2004)                                                                         |
| 2012 | Zombie Invasion War                                                                 | Nick Lyon                     | World War Z (2013) |
| 2012 | Lord of the Elves – Das Zeitalter der Halblinge (Clash of the Empires)              | Joseph Lawson                 | Der Hobbit: Eine unerwartete Reise (2012) |
| 2012 | Nazi Sky – Die Rückkehr des Bösen (Nazis at the Center of the Earth)                | Joseph Lawson                 | Iron Sky (2012) |
| 2012 | American Warships                                                                   | Thunder Levin                 | Battleship (2012) |
| 2012 | Bikini Spring Break                                                                 | Jared Cohn                    | Spring Breakers |
| 2012 | Holy Your Breath                                                                    | Jared Cohn                    | |
| 2012 | 100 Ghost Street: The Return of Richard Speck                                       | Martin Anderson               | Paranormal Activity 4 |
| 2012 | Rise of the Zombies                                                                 | Nick Lyon                     | |
| 2012 | The Haunting of Whaley House                                                        | Jose Prendes                  | |
| 2012 | Shark Week – 7 Tage, 7 Haie (Shark Week)                                            | Christopher Ray               | |
| 2013 | Apocalypse Earth                                                                    | Thunder Levin                 | After Earth & Oblivion (2013), Titel vgl. auch Titan A.E. (2000)                                                                                      |
| 2013 | Hänsel und Gretel (Hansel & Gretel)                                                 | Anthony Ferrante              | Hänsel und Gretel: Hexenjäger (2013) |
| 2013 | Sharknado – Genug gesagt! (Sharknado)                                               | Anthony Ferrante              | |
| 2013 | Age of Dinosaurs – Terror in L.A. (Age of Dinosaurs)                                | Joseph J. Lawson              | |
| 2013 | Atlantic Rim                                                                        | Jared Cohn                    | Pacific Rim (2013) |
| 2013 | Jack the Giant Killer                                                               | Mark Atkins                   | Jack and the Giants (2013) |
| 2013 | 100° Below Zero – Kalt wie die Hölle (100 Degrees Below Zero)                       | R.D. Braunstein               | |
| 2013 | Battledogs                                                                          | Alexander Yellen              | |
| 2013 | Cleaver Family Reunion                                                              | H.M. Coakley                  | |
| 2013 | Celebrity Sex Tape                                                                  | Scott Wheeler                 | |
| 2013 | 13/13/13                                                                            | James C. Bressack             | |
| 2013 | Hypercane                                                                           | Daniel Lusko                  | |
| 2013 | Alone for Christmas: Bone – Allein zu Haus                                          | Joe Lawson                    | |
| 2013 | Attila – Master of an Empire (Attila)                                               | Emmanuel Itier                | |
| 2013 | Stonados                                                                            | Jason Bourque                 | |
| 2013 | Mother                                                                              | Mark Quod                     | |
| 2014 | Apocalypse Pompeii                                                                  | Ben Demaree                   | Pompeii (2014) |
| 2014 | Android Cop                                                                         | Mark Atkins                   | RoboCop (1987) bzw. RoboCop (2014) |
| 2014 | Blood Lake: Killerfische greifen an                                                 | James Cullen Bressack         | |
| 2014 | Sharknado 2 (Sharknado 2: The Second One)                                           | Anthony Ferrante              | |
| 2014 | Airplane vs. Volcano                                                                | James & Jon Kondelik          | |
| 2014 | World of Tomorrow – Die Vernichtung hat begonnen (Age of Tomorrow)                  | James Kondelik                | Edge of Tomorrow (2014) |
| 2014 | Age of Dinosaurs – Terror in L.A. (Age of Dinosaurs)                                | Joseph Lawson                 | |
| 2014 | Alpha House                                                                         |                               | Bad Neighbors |
| 2014 | Asian School Girls – Rache war nie süßer!                                           | Lawrence Silverstein          | |
| 2014 | Asteroid vs Earth                                                                   | Christopher Ray               | |
| 2014 | Mercenaries                                                                         | Christopher Ray               | The Expendables 3 |
| 2014 | American Warships 2                                                                 | Nick Lyon                     | |
| 2014 | Hercules Reborn                                                                     | Nick Lyon                     | Hercules |
| 2014 | Jail Bait – Überleben im Frauenknast                                                | Jared Cohn                    | Orange Is the New Black |
| 2014 | Mega Shark vs. Mechatronic Shark                                                    | Emile Edwin Smith             | |
| 2014 | The Legend of Sleeping Beauty – Dornröschen                                         | Casper Van Dien               | Maleficent – Die dunkle Fee |
| 2014 | Blood Lake: Killerfische greifen an (Blood Lake – Attack Of The Killer Lampreys)    | James Cullen Bressack         | |
| 2014 | Ardennes Fury – Die letzte Schlacht (Ardennes Fury)                                 | Joseph J. Lawson              | |
| 2015 | Flight World War II – Zurück im Zweiten Weltkrieg                                   | Emile Edwin Smith             | Der letzte Countdown (1980) |
| 2015 | Avengers Grimm (Avengers Grimm – A Battle of Legendary Proportions)                 | Jeremy M. Inman               | Avengers: Age of Ultron (2015) & Once Upon a Time – Es war einmal … (2011)                                                                            |
| 2015 | Sharknado 3 (Sharknado 3: Oh Hell No!)                                              | Anthony C. Ferrante           | |
| 2015 | Bound – Gefangen im Netz der Begierde (Bound)                                       | Jared Cohn                    | Fifty Shades of Grey |
| 2015 | Mega Shark vs. Kolossus                                                             | Christopher Ray               | |
| 2015 | Hänsel vs. Gretel                                                                   | Ben Demaree                   | |
| 2015 | Road Wars – Willkommen in der Hölle                                                 | Mark Atkins                   | Mad Max: Fury Road |
| 2015 | San Andreas Quake – Los Angeles am Abgrund (San Andreas Quake)                      | John Baumgartner              | San Andreas |
| 2015 | Lavalantula – Angriff der Feuerspinnen                                              | Mike Mendez                   | |
| 2015 | 3-Headed Shark Attack                                                               | Christopher Ray               | |
| 2015 | Marsland – Kein Ort zum Überleben                                                   | Scott Wheeler                 | Der Marsianer – Rettet Mark Watney |
| 2016 | Zoombies – Der Tag der Tiere ist da!                                                | Glenn Miller                  | Zombiber (2014) |
| 2016 | Sharknado 4 (Sharknado 4: The 4th Awakens)                                          | Anthony C. Ferrante           | Star Wars: Das Erwachen der Macht (2015) |
| 2016 | Izzie’s Way Home                                                                    | Sasha Burrow                  | Findet Dorie (2016) |
| 2016 | Ben-Hur – Sklave Roms                                                               | Nick Lyon                     | Ben Hur (2016) |
| 2016 | Independents – War of the Worlds                                                    | Laura Beth Love               | Independence Day (1996) und Independence Day: Wiederkehr (2016)                                                                                       |
| 2016 | Little Dead Rotting Hood – Keine Angst vorm bösen Wolf                              | Jared Cohn                    | |
| 2017 | Empire of the Sharks                                                                | Mark Atkins                   | Waterworld (1995) |
| 2017 | Sharknado 5: Global Swarming                                                        | Anthony C. Ferrante           | |
| 2017 | Operation Dünkirchen                                                                | Nick Lyon                     | Dunkirk (2017) |
| 2017 | Geo-Disaster – Du kannst nicht entfliehen!                                          | Thunder Levin                 | Geostorm (2017) |
| 2018 | Megalodon – Die Bestie aus der Tiefe                                                |                               | Meg |
| 2018 | Attack from the Atlantic Rim 2 – Metal vs. Monster (Atlantic Rim: Resurrection)     |                               | Pacific Rim: Uprising |
| 2018 | Tomb Invader                                                                        |                               | Tomb Raider (2018) |
| 2018 | Lava Sharks                                                                         |                               | |
| 2018 | Lightning Superstorm                                                                |                               | |
| 2018 | Avengers Grimm 2 – Time Wars                                                        |                               | Sequel zu Avengers Grimm |
| 2018 | 6-Headed Shark Attack                                                               |                               | Sequel zu 5-Headed Shark Attack |
| 2018 | Triassic World                                                                      | Dylan Vox                     | Jurassic World: Das gefallene Königreich |
| 2018 | Sharknado 6: The Last One (The Last Sharknado: It’s About Time)                     |                               | Sequel zu Sharknado 5: Global Swarming (2017) |
| 2019 | Arctic Apocalypse                                                                   | Eric Paul Erickson            | |
| 2020 | Apocalypse of Ice – Die letzte Zuflucht                                             | Maximilian Elfeldt            | |
| 2021 | 2021 – War of the Worlds: Invasion from Mars                                        | Mario N. Bonassin             | |
| 2022 | Moon Crash                                                                          | Noah Luke                     | Moonfall (2022) |
| 2022 | Jurassic Domination                                                                 | Brian Nowak                   | Jurassic World: Ein neues Zeitalter (2022) |
| 2022 | Dracula – The Original Living Vampire                                               | Maximilian Elfeldt            | |
| 2022 | Titanic 666                                                                         | Nick Lyon                     | Titanic (1997) & Studio 666 (2022) |
| 2022 | 4 Horsemen: Apocalypse – Das Ende ist gekommen (4 Horsemen: Apocalypse)             | Geoff Meed                    | |
| 2023 | Ice Storm – Der Beginn einer neuen Eiszeit (Ice Storm)                              | Jared Cohn                    | |
| 2023 | Ape vs. Mecha Ape                                                                   | Marc Gottlieb                 | Godzilla vs. Kong (2021) |
| 2023 | Doomsday Meteor                                                                     | Noah Luke                     | |
| 2023 | DC Down – Washington in Flammen (DC Down)                                           | Geoff Meed                    | White House Down (2013) & Olympus Has Fallen – Die Welt in Gefahr (2013)                                                                              |
| 2024 | PlanetQuake                                                                         | Monroe Robertsom              | |
| 2024 | Monster Mash                                                                        | Jose Prendes                  | |
| 2024 | Ape X Mecha Ape: New World Order                                                    | Marc Gottlieb                 | Godzilla × Kong: The New Empire (2024) |
| 2024 | Earthquake Underground                                                              | Brian Nowak                   | |

Von 2014 bis 2018 produzierte The Asylum außerdem die Fernsehserie Z Nation unter der Regie von John Hyams, Nick Lyon und anderen.
Seit 2019 ist Black Summer in Produktion, wobei 2 Staffeln mit je 8 Episoden veröffentlicht wurden. Derzeit (2021-11) ist offen ob die Serie fortgeführt wird.